# (It Goes like) Nanana
(It Goes like) Nanana è un singolo della cantante sudcoreana Peggy Gou, pubblicato il 15 giugno 2023 come estratto dal primo album in studio I Hear You.

## Video musicale
Il video musicale del brano, diretto da Thomas Hardiman e ambientato a Ibiza, è stato reso disponibile sul canale YouTube di Peggy Gou il 28 settembre 2023.

## Successo commerciale
Nel Regno Unito il brano ha esordito alla posizione numero 14 della Official Singles Chart nella settimana terminata il 23 giugno 2023, diventando così il primo ingresso in classifica per Gou nel Regno Unito. Una settimana dopo il singolo è entrato nella top 10.

## Classifiche

### Classifiche settimanali
| Classifica (2023) | Posizione massima |
| ----------------- | ----------------- |
| Australia         | 32                |
| Austria           | 45                |
| Belgio (Fiandre)  | 1                 |
| Belgio (Vallonia) | 2                 |
| Bielorussia       | 12                |
| Bulgaria          | 1                 |
| Canada            | 69                |
| Croazia           | 15                |
| Estonia           | 2                 |
| Francia           | 19                |
| Germania          | 39                |
| Grecia            | 1                 |
| Irlanda           | 3                 |
| Israele           | 30                |
| Italia            | 11                |
| Kazakistan        | 62                |
| Lettonia          | 1                 |
| Libano            | 2                 |
| Lussemburgo       | 8                 |
| Medio Oriente     | 20                |
| Moldavia          | 55                |
| Paesi Bassi       | 1                 |
| Polonia           | 30                |
| Portogallo        | 28                |
| Regno Unito       | 5                 |
| Repubblica Ceca   | 37                |
| Romania           | 6                 |
| Russia            | 13                |
| Slovacchia        | 6                 |
| Svezia            | 59                |
| Svizzera          | 7                 |
| Ucraina           | 26                |

### Classifiche di fine anno
| Classifica (2023) | Posizione |
| ----------------- | --------- |
| Bielorussia       | 94        |
| Estonia           | 22        |
| Italia            | 56        |
| Paesi Bassi       | 20        |
| Regno Unito       | 42        |
| Russia            | 73        |
| Svizzera          | 63        |
| Classifica (2024) | Posizione |
| Bielorussia       | 164       |